# وصية
الوصية هي تبرعٌ من الإنسان في حالِ حياته إلى إنسان آخر أو جهةِ خيرٍ على أن ينفَّذَ بعد موته، والوصية في الإسلام أنواع منها الوصية للوارث والوصية للفقراء والمساكين، والوصية بالحج، والوصية للمساجد والجيران وفي سبيل الله، الوصية للعلماء، والوصية للمدافن، وهي مستحبة وثابتة في الكتاب والسنة، وأركانها: الموصي والموصى إليه والموصى فيه والصيغة، وهناك فرق بين الوصية والهبة، وبين الوصية والوقف.

## أنواع الوصية في الإسلام

### الوصية للورثة
المعتمد عند السادة الأحناف والشافعية والحنابلة أن الوصية للوارث تجوز حتى ولو كانت الوصية لوارث ومورثة في مرض الموت؛ فالوصية صحيحة لكنها موقوفة على إجازة باقي الورثة بعد الموت، فإن أجازوا؛ فلا رجوع لهم ولو قبل القبض ولا عبرة بإجازتهم قبل الموت إذ لا استحقاق لهم قبل موته. ولا تصح إجازة المحجور عليهم بسفه أو صغر أو جنون.
شروط الوصية:
1. أن تكون مكتوبة
2. وجود الشهود (شاهدين على الأقل)
3. تكون عادلة

وقد تكون الوصية للوارث من غير توقف على إجازة بقية الورثة، أن يقول أوصيت لزيد بألف ليرة سورية إن تبرع لولدي بخمسمائة مثلاً، فإن قبل ذلك الوصية لزمه دفع الخمسمائة لولد الموصي، لكن هذا وإن صح تنفيذه؛ فلا يخلو من الحيلة التي يسئل عنها يوم القيامة.
أما عند السادة المالكية:؛ فالوصية للوارث باطلة لا تجوز لقوله صلّ الله عليه وسلم «إن الله تعالى قد أعطى كل ذي حق حقة، فلا وصية لوارث.» أخرجه بن ماجة عن أنس.
ويترتب على هذا القول أن إجازة الورثة لا تجعل هذه الوصية
نافذة؛ لأن الفرض أنها باطلة، وان أجازت الورثة الوصية تكون من قبيل الهبة، ويطبق عليها أحكام الهبة.

### الوصية لغير وارث في مرض الموت
إذا أوصى لغير وارث في مرض الموت بثلث ماله أو بأقل وجب ذلك، ولا يتوقف دفعه على إجازة الورثة، أما إذا زاد عن الثلث صحت الوصية الوصية في قدر الثلث قطعاً ويوقف الباقي على إجازة الورثة.
وإذا تعددت الوصايا وكان مجموعها أكثر من الثلث كان للورثة أن يجيزوا وصية من شاؤوا ويردوا من شاؤوا.

### الوصية إلى الفقراء والمساكين
الشافعية:
قالوا إذا أوصى للفقراء دخل المساكين وبالعكس. أما إذا جمعهم في الوصية بأن قال أوصيت للفقراء والمساكين فإنه يقسم مناصفة بين طائفتين وإذا قال أوصيت بثلث مالي لله أو قال أوصيت بثلث مالي ولم يقل لله صحت وصيته وصرفت للفقراء والمساكين.
والفقير عندهم أسوأ حالاً من المسكين، فالفقير الذي لا مال له ولا كسب يقع منه موقعاً ولا يكفيه قوت يومه.
ويكفي ثلاث من كل الفقراء والمساكين من أهل البلد الذي بيّن أظهرهم ماله، فإذا نقلت إلى بلد آخر أو خص بها بعض الفقراء والمساكين دون بعض كره.
وإذا عين فقراء بلد كذا ولم يكن بها فقراء عند الوصية بطلت.
وإذا أوصى للفقراء للفقراء والمساكين فأعطى أحد الصنفين دون الآخر ضمن نصف الثلث وهو السدس.
الأحناف: 
قالوا إذا قال أوصيت بكذا للمساكين فيمكن أن تصرف إلى مسكين واحد، وبعضهم يقول لا بد من أن تُصرف لاثنين، ولو أوصى لفقراء بلدة كذا جاز أن يصرف لفقراء غيرهم وقيل لا ولكن الأول هو المفتى به.
المالكية والحنابلة: 
قالوا إذا أوصى للمساكين فإن الفقراء يدخلون فيهم، وكذا إذا قال أوصيت للفقراء فإن المساكين يدخلون فيهم عملاً بالعرف إن كان في الأصل أحدهما غير الآخر لأن المسكين عندهم هو الذي لا يملك شيئاً، والفقير ما يملك شيئاً لا يكفيه قوت عامه. أما إذا عين وقال أوصيت للمساكين دون الفقراء اختصت الوصية بالمساكين وبالعكس.

### الوصية بالحج
الشافعية والحنابلة:
قالوا تصح الوصية بالحج سواء كان فرضاً أو نفلاً فإذا كان الحج فرضاً فعلى ورثته أن يحجوا عنه من رأس المال الذي تركه سواء أوصى أو لم يوص. أما إذا كان الحج نفلاً، وأوصى أن يحج عنه زيد بخمسة آلاف ليرة سورية وقد تبين أن الحجة تكفي ثلاثة آلاف ليرة سورية فإذا كان زيد الذي أوصى له غير وارث نعطيه خمسة الآلاف ويحج عنه ولو كان فيها زيادة لأنها وصية، أما إذا كان الشخص الموصى له وارثاً يحج عنه بأجر المثل والباقي يرد إلى الورثة، فإذا لم يفعل أحججنا عنه غيره بأقل ما يقدر عليه أن يحج عنه من بلده.
ولو قالوا حجوا عني بثلث مالي، وثلثة يبلغ حججاً كثيرة فتنفذ وصيته ونرسل كل سنة من يحج عنه حتى ينفذ ثلثه فإن فضل من ثلثه ما لا يبلغ أن يحج عنه أحد من بلده حج عنه من أقرب البلدان إلى مكة حتى ينفذ ثلثه، فإن فضل قليل من الليرات السورية بحيث لا يستطيع أن يحج بهما أحد ردّت ميراثاً.
الأحناف:
قالوا تصح الوصية عن حجة الفريضة، فإذا كان بمال يكفي للإنفاق على رجل يسافر من بلده راكبا وجب أن يحج عنه من بلده بحيث يبدأ السفر منها، أما إذا كان المال لا يكفي فينفق على من يحج عنه من الجهة التي يكفي منها المال، فمثلا إذا أوصى رجل من حماه أن يحج عنه فإن كان المبلغ الذي أوصى به يكفي للسفر من حماه وجب أن يكون الحج مبتدئا منها وإن كان المبلغ يكفي لأن يحج عنه من المدينة المنورة مثلا فإنه يصح أن يحج عنه من المدينة المنورة وقس على ذلك.
المالكية:
قالوا تجوز أيضا الوصية بالحج عنه عن حجة الفريضة أما الوصية لمن يصلي عنه أو يصوم عنه فإنها باطلة.

### الوصية للمساجد
الشافعية والحنابلة والمالكية: 
قالوا تصح الوصية لعمارة المسجد ومصالحه. حتى قال الشافعية لو كان لفظ الوصية (وجوه البر)
لدخل فيها بناء المساجد ومصالحة لأن البر اسم عام لكل خير ويدخل في وجوه البر والمستشفيات والمدارس والإنفاق على طلبة العلم.
الأحناف: 
تصح الوصية للمساجد عند الإمام محمد المفتى به (لا على رأي الشيخين فعندهما باطلة) وذلك بسبب حمل الكلام على مصالح هذه الأشياء لا على إرادة عينها فإنها ليست من أهل الملك، هذا فيما إذا قال أوصيت للمسجد، أما إذا قال أوصيت للإنفاق على المسجد، فقد إتفقوا على صحة هذه الوصية.
وإذا آوصى بمصاحف توقف في المسجد يقرأ فيها فإن (الوصية) باطلة عند الإمام وصحيحة عند محمد وإذا أوصى بأن يجعل أرضة هذه مسجدا فالوصية صحيحة باتفاق.

### الوصية للجيران
الشافعية والحنابلة: 
قالوا إذا أوصى لجيرانه بشيء شملت الوصية أربعين دارا من كل جانب من جوانب داره الأربعة فتكون مائة وستين دارا، وتقسم الوصية على عدد الدور لا على عدد السكان، ثم يقسم نصيب كل دار على عدد السكان. وهذا إنما يظهر في دار محفوفة بدور في جوانبها الأربعة.
الأحناف:
قالوا تصرف الوصية لجيرانه الملاصقون له لأن الجوار عبارة عن القرب، وحقيقة ذلك في الملاصق، وما بعده بعيد بالنسبة إليه فاصلة كانت منسقة به من يمين أو شمال أو خلف فالوصية تعطى لأهلها من سكانها بالسوية بينهم سواء كانوا مسلمين أو ذميين نساءً أو رجالا على أن من كان يملك دارا وليس بساكنها لا يأخذ من الوصية شيئا.
وقال أبو يوسف ومحمد: الجار يشمل أهل المحلة جميعا وهم اللذين يضمهم مسجد واحد وجماعه واحد ودعوة واحدة لأن العرف يطلق الجار على هذا.
المالكية:
قالوا إذا قال أوصيت للجيران بكذا شملت الوصية جيرانه الملاصقين له من أي جهة من الجهات (خلف وأمام ويمين وشمال وعلو وتحت) وكذلك الجيران المقابلين له إذا كان بينهما شارع صغير بخلاف ما إذا كان بينهما سوق كبير أو نهر فإنهما لا يكونان جيرانا في الوصية.

### الوصية في سبيل الله
وتصح الوصية في سبيل الله، فإذا قال أوصيت بثلث مالي في سبيل الله صحت وصيته عند الإمام الشافعي وصرفت لغزاة المجاهدين وهم المتطوعون بالجهاد.
وعند الحنابلة:
تصرف إلى الغزاة وحجاج بيت الله الحرام.

### الوصية للعلماء
وتصح الوصية للعلماء فعند الإمام الشافعي لو قال أوصيت بثلث مالي للعلماء أو لأهل العلم فتصرف لأهل علوم الشرع من تفسير وحديث وفقه وتوحيد عملا بالعرف، بخلاف العلماء بغير ذلك كالمشتغلين بعلم النحو والطب وغير ذلك، ويكفي لتنفيذ الوصية أن تصرف لثلاثة علماء فإذا أعطيت لمحدث ومفسّر وفقيه فقد نفذت.
أما لو أوصى لأعلم الناس، صرفت إلى الفقهاء لتعلق الفقه بأكثر العلوم.
ولو أوصى للقراء فتصرف لحفظ القرآن، لا إلا حفظت بعضه، ولا إلا من قرأ بالمصحف بلا حفظ.
ولو أوصى لسيد الناس صرفت إلى الخليفة، وعلل ذلك بأن سيد الناس هو المتقدم عليهم والمطاع فيهم.

### وصايا تتعلق بالدفن وبناء القبور
الأحناف: 
قالوا إذا أوصى بأن يدفن في داره فالوصية باطلة إلا أن يجعل داره مقبرة للمسلمين فتصح الوصية.
- وإذا أوصى بأن يحمل من الموضع الذي مات فيه إلى موضع آخر ليدفن فيه فالوصية باطلة، ويصح ذلك إذا نقله الورثة من مالهم الخاص.
- وإذا أوصى بثلث ماله في اتخاذ مقابر لفقراء المسلمين أو في أكفانهم فإنها تصح بخلاف ما إذا لم يذكر الفقراء بل قال في مقابر المسلمين أو أكفان المسلمين فإن الوصية لا تصح.
- وإذا أوصى بعمارة قبره على وجه الزخرف والزينة والبناء المعروف في زماننا فالوصية به باطلة.
- وإذا أوصى بأن تبنى على قبره قبه ونحوها كانت الوصية باطلة باتفاق.

الشافعية:
قالوا فإن ما جاز عمله بدون حرمه أو كراهة تجوز الوصية به وما لا فلا.

## دليل مشروعية الوصية
الوصية ثابتة بالكتاب والسنة، قال الله:﴿مِنْ بَعْدِ وَصِيَّةٍ يُوصِي بِهَا أَوْ دَيْنٍ﴾ [النساء:11]، وقال النبي: «ما حقُّ امرئٍ له شيءٌ يوصي فيه يبيتُ ليلتينِ إلا ووصيتُهُ مكتوبةَ عندهُ»(صحيح البخاري: كتاب الوصايا، باب الوصايا، قول النبي: وصية الرجل مكتوبةٌ)
- عن عبد الله بن عمر رضي الله عنهما، أن رسول الله صلى الله عليه وسلم قال: «ما حق امرئ مسلم له شيء يوصي فيه يبيت ليلتين إلا ووصيته مكتوبة عنده». رواه البخاري.
- قال عبد الله بن عمر: ما مرت علي ليلة منذ سمعت رسول الله صلى الله عليه وسلم قال ذلك إلا وعندي وصيتي. رواه مسلم.

### حكمُ الوصيةِ
الأصل في الوصية أنها مستحبةٌ، حيثُ لا يعهد الموصي بوصيةٍ إلى أقاربه من غير الوارثينَ أو إلى غيرهم، يجعلها في بابٍ من أبواب الخير الأخرى، يعوض بها ما يظن نفسهُ قد قصر فيه، دون أن يُلحق الضرر ب الورثة الشرعيين. أما إن أراد المُوصي إلحاق الضرر ب الورثة فحكمُ الوصية في هذهِ الحالة حرامٌ. لقولهِ الله «مِن بَعْدِ وَصِيةٍ يُوصى بِهآ أَو دَينٍ غَيْرَ مُضَآرٍ وَصِيةً منَ الله والله عَلِيمٌ حَلِيمٌ» (سورة النساء، الآية 12), ولكن لا يجوز أن يوصى الشخص بأكثر من ثلث ماله لقول النبي (الثلث والثلث كثير) 

## أنواع الوصية
- الوصية بالدين.
- الوصية بالمال.
- الوصية على الأهل.
- الوصية على الأولاد.
- الوصية على الأيتام.
- الوصية على الأموال.
- الوصية على الإنفاق.[2]

## أركان الوصية
- الموصي: وهو من صدرت منه الوصية.
- الموصى إليه: وهو محل الوصية.
- الموصى فيه: وهو المال أو التصرف.
- الصيغة: وهي الإيجاب من الموصي، والقبول من الموصى إليه.[3]

## شروط الوصية وأحكامها
- تكون الوصية من الإنسان البالغ العاقل حالَ حياته بتمليك الأموال أو بالتوكيل بالترف في ما يباح له التصرف به بعد الموت؛ كما قد تكون تكليفاً بأداء عبادةٍ تقبلُ التوكيل؛ كالحج والصدقة وأداء الأمانات وقضاء الديون والكفارات.
- تكون الوصية فيما يباح للميت التصرف فيه، وفيما عليه من حقوق ساعة موته؛ ولا تكون في مال الآخرين ولا في المعصية.
- تكون الوصية في حدود الثلث من صافي تركة الميت بعد تجهيزه وأداء ديونه؛ فإن زادت عن الثلث فإنها لا تجوز في القدر الزائد إلا بموافقة الورثة؛ فإن أجازوه كان تبرعاً منهم.
- تحتاج الوصية إلى موافقة الموصى عليه له بعد موت الموصي، فله أن يردها أو يقبلها.
- يستحق الموصي له ما جاء في الوصية ساعة موت الموصي في حالة قبوله لها.
- للموصي أن يرجع عن وصيته قبل موته في أي وقت يشاءُ.

### أعظم الوصايا
أعظم الوصايا وأعلاها وأهمها هي الوصية بالدِّين والإيمان والتقوى، وهي وصية الله للأولين والآخرين ووصية الأنبياء لأبنائهم وأتباعهم إلى يوم الدين.
- قال الله تعالى: ﴿وَلِلَّهِ مَا فِي السَّمَاوَاتِ وَمَا فِي الْأَرْضِ وَلَقَدْ وَصَّيْنَا الَّذِينَ أُوتُوا الْكِتَابَ مِنْ قَبْلِكُمْ وَإِيَّاكُمْ أَنِ اتَّقُوا اللَّهَ وَإِنْ تَكْفُرُوا فَإِنَّ لِلَّهِ مَا فِي السَّمَاوَاتِ وَمَا فِي الْأَرْضِ وَكَانَ اللَّهُ غَنِيًّا حَمِيدًا ۝١٣١﴾ [النساء:131]
- قال الله تعالى: ﴿وَوَصَّى بِهَا إِبْرَاهِيمُ بَنِيهِ وَيَعْقُوبُ يَا بَنِيَّ إِنَّ اللَّهَ اصْطَفَى لَكُمُ الدِّينَ فَلَا تَمُوتُنَّ إِلَّا وَأَنْتُمْ مُسْلِمُونَ ۝١٣٢ أَمْ كُنْتُمْ شُهَدَاءَ إِذْ حَضَرَ يَعْقُوبَ الْمَوْتُ إِذْ قَالَ لِبَنِيهِ مَا تَعْبُدُونَ مِنْ بَعْدِي قَالُوا نَعْبُدُ إِلَهَكَ وَإِلَهَ آبَائِكَ إِبْرَاهِيمَ وَإِسْمَاعِيلَ وَإِسْحَاقَ إِلَهًا وَاحِدًا وَنَحْنُ لَهُ مُسْلِمُونَ ۝١٣٣﴾ [البقرة:132–133] .
- عَنْ طلحة بن مصرف قَالَ: سَألْتُ عبد الله بن أبي أوفى رَضيَ اللهُ عَنهُ، هَلْ كَانَ النَّبِيُّ ﷺ أوْصَى؟ فَقال: لا، فَقُلْتُ: كَيْفَ كُتِبَ عَلَى النَّاسِ الوَصِيَّةُ، أوْ أُمِرُوا بِالوَصِيَّةِ، قال: أوْصَى بِكِتَابِ الله. متفق عليه [4]

### وقت ثبوت الوصية
يستحق الموصى له الوصية بعد موت الموصي، وبعد سداد ديونه، فإذا استغرقت الديون التركة كلها فليس للموصى له شيء؛ لأن الإنسان إذا مات أُخرج من تركته الدَّين، ثم الوصية، ثم الميراث.
والاعتبار بصحة الوصية وعدم صحتها بحال الموت، فلو أوصى لوارث فصار عند الموت غير وارث، كأخ حُجب بابن تجدد صحت الوصية، ولو أوصى لغير وارث فصار عند الموت وارثاً، كما لو أوصى لأخيه مع وجود ابنه حال الوصية، ثم مات ابنه، فإنها تبطل الوصية إن لم تجزها الورثة.
قال الله تعالى: ﴿وَلَكُمْ نِصْفُ مَا تَرَكَ أَزْوَاجُكُمْ إِنْ لَمْ يَكُنْ لَهُنَّ وَلَدٌ فَإِنْ كَانَ لَهُنَّ وَلَدٌ فَلَكُمُ الرُّبُعُ مِمَّا تَرَكْنَ مِنْ بَعْدِ وَصِيَّةٍ يُوصِينَ بِهَا أَوْ دَيْنٍ وَلَهُنَّ الرُّبُعُ مِمَّا تَرَكْتُمْ إِنْ لَمْ يَكُنْ لَكُمْ وَلَدٌ فَإِنْ كَانَ لَكُمْ وَلَدٌ فَلَهُنَّ الثُّمُنُ مِمَّا تَرَكْتُمْ مِنْ بَعْدِ وَصِيَّةٍ تُوصُونَ بِهَا أَوْ دَيْنٍ وَإِنْ كَانَ رَجُلٌ يُورَثُ كَلَالَةً أَوِ امْرَأَةٌ وَلَهُ أَخٌ أَوْ أُخْتٌ فَلِكُلِّ وَاحِدٍ مِنْهُمَا السُّدُسُ فَإِنْ كَانُوا أَكْثَرَ مِنْ ذَلِكَ فَهُمْ شُرَكَاءُ فِي الثُّلُثِ مِنْ بَعْدِ وَصِيَّةٍ يُوصَى بِهَا أَوْ دَيْنٍ غَيْرَ مُضَارٍّ وَصِيَّةً مِنَ اللَّهِ وَاللَّهُ عَلِيمٌ حَلِيمٌ ۝١٢﴾ [النساء:12].

### ما يترتب على الوصية
يترتب على ثبوت الوصية ثبوت الملك للموصى له من وقت وفاة الموصي.
وإن لم يقبل الموصى له لم يتملك الموصى به، وعاد الملك إلى الورثة.
وتنفذ وصية من لا دَيْن عليه ولا وارث له بكل ماله، من غير توقف على إجازة أحد.

### الحكم إذا تزاحمت الوصايا
إذا تزاحمت الوصايا، وضاق عنها الثلث، ولم يُجز الورثة، أو أجازوها ولم تتسع التركة لتنفيذ جميع الوصايا فنعمل ما يلي:
- إن كان التزاحم في الوصايا بين الأشخاص، كما لو أوصى لزيد بخمسين، ولعمر بعشرين، ولخالد بثلاثين، فيُقسم الثلث بينهم حسب ما فرض لهم الموصي بحسب نسبته.
- إن كان التزاحم في حقوق الله تعالى كفرض الحج، والزكاة، وصدقة التطوع، فيقدم الفرض على التطوع، فينفِّذ الوصية بأداء الحج عنه، وإخراج الزكاة الواجبة عنه، فإن بقي من الثلث شيء أدى التطوع من صدقات، وحج تطوع ونحوهما.
- إذا تزاحمت في الوصية حقوق الله وحقوق العباد قُدِّم حق الله على غيره؛ لأن دَيْن الله أحق بالوفاء.[7]

## أقسام الأوصياء
ينقسم الأوصياء إلى ثلاثة أقسام:
- وصي الخليفة: وهو من يوصي له الخليفة بالبيعة من بعده.
- وصي القاضي: وهو الذي يعينه القاضي مشرفاً على أمور القصر والصغار المالية.
- الوصي المختار: وهو من يوصي إليه الإنسان في حياته للنظر في شئون أولاده أو أمواله بعد موته.

وقبول هذه الوصية للقادر قربة إلى الله؛ لأنها تعاون على البر والتقوى، ومن لا يقدر عليها فتركها أولى.
قال الله تعالى: ﴿فِي الدُّنْيَا وَالْآخِرَةِ وَيَسْأَلُونَكَ عَنِ الْيَتَامَى قُلْ إِصْلَاحٌ لَهُمْ خَيْرٌ وَإِنْ تُخَالِطُوهُمْ فَإِخْوَانُكُمْ وَاللَّهُ يَعْلَمُ الْمُفْسِدَ مِنَ الْمُصْلِحِ وَلَوْ شَاءَ اللَّهُ لَأَعْنَتَكُمْ إِنَّ اللَّهَ عَزِيزٌ حَكِيمٌ ۝٢٢٠﴾ [البقرة:220] .

### أنواع تصرفات الوصي
البيع والشراء لمصلحة الموصى عليه والتوكيل والإيصاء لغيره بإذن الموصي والمضاربة بمال الموصى عليه وقضاء الدين والقسمة عن الموصى له ودفع المال للمحجور عليه عند رشده والأكل من مال اليتيم وركوب دوابه بقدر الحاجة وإذا امتنع عن القيام بالوصية إلا بأجره فيجعل له القاضي أُجرة المثل.
قال الله تعالى: ﴿وَابْتَلُوا الْيَتَامَى حَتَّى إِذَا بَلَغُوا النِّكَاحَ فَإِنْ آنَسْتُمْ مِنْهُمْ رُشْدًا فَادْفَعُوا إِلَيْهِمْ أَمْوَالَهُمْ وَلَا تَأْكُلُوهَا إِسْرَافًا وَبِدَارًا أَنْ يَكْبَرُوا وَمَنْ كَانَ غَنِيًّا فَلْيَسْتَعْفِفْ وَمَنْ كَانَ فَقِيرًا فَلْيَأْكُلْ بِالْمَعْرُوفِ فَإِذَا دَفَعْتُمْ إِلَيْهِمْ أَمْوَالَهُمْ فَأَشْهِدُوا عَلَيْهِمْ وَكَفَى بِاللَّهِ حَسِيبًا ۝٦﴾ [النساء:6] .

### مقدار الوصية المسنونة
- من كان ماله يسيراً فالأفضل أن يتركه لورثته.
- من كان له مال كثير وله وارث فالأفضل أن يوصي بالخمس أو الربع، ويجوز له أن يوصي بالثلث من ماله، ولا تنفذ وصيته بأكثر من الثلث إلا بإجازة الورثة لها بعد موت الموصي، ومن كان له مال كثير، وليس له وارث، وليس عليه دين، فيجوز له أن يوصي بجميع ماله في كل ما فيه منفعة ومصلحة؛ لأن المنع بأكثر من الثلث لحق الورثة، ولا وارث هنا.

عَنْ سعد بن أبي وقاص رَضِيَ اللهُ عَنهُ قَالَ: كَانَ رَسُولُ الله ﷺ يَعُودُنِي عَامَ حَجَّةِ الوَدَاعِ، مِنْ وَجَعٍ اشْتَدَّ بِي، فَقُلْتُ: إِنِّي قَدْ بَلَغَ بِي مِنَ الوَجَعِ، وَأَنَا ذُو مَالٍ، وَلاَ يَرِثُنِي إِلاَّ ابْنَةٌ، أَفَأَتَصَدَّقُ بِثُلُثَيْ مَالِي؟ قَالَ: «لاَ». فَقُلْتُ: بِالشَّطْرِ؟ فَقَالَ: «لاَ». ثُمَّ قَالَ: «الثُّلُثُ وَالثُّلُثُ كَبِيرٌ، أَوْ كَثِيرٌ، إِنَّكَ أَنْ تَذَرَ وَرَثَتَكَ أَغْنِيَاءَ، خَيْرٌ مِنْ أَنْ تَذَرَهُمْ عَالَةً يَتَكَفَّفُونَ النَّاسَ، وَإِنَّكَ لَنْ تُنْفِقَ نَفَقَةً تَبْتَغِي بِهَا وَجْهَ الله إِلاَّ أُجِرْتَ بِهَا، حَتَّى مَا تَجْعَلُ فِي فِي امْرَأَتِكَ». متفق عليه.

### نص الوصية
يستحب للموصي إن كان له مال أن يبادر لكتابة وصيته، وأن يُشهد عليها شاهدين، وأن يبينها حتى يسهل تنفيذها والعمل بها، وأن يكتب في صدرها الوصية العظمى، وهي الوصية بتقوى الله، ثم يذكر ما يريد.
عَنْ أنس بن مالك رَضِيَ اللهُ عَنْهُ قَالَ: كَانُوا يَكْتُبُونَ في صُدُورِ وَصَايَاهُمْ: هَذَا مَا أَوْصَى بِهِ فُلاَنُ ابْنُ فُلاَنٍ، أَوْصَى أَنَّهُ يَشْهَدُ أَنْ لاَ إِلَهَ إِلاَّ اللهُ وَحْدَهُ لاَ شَرِيكَ لَهُ، وَأَنَّ مُحَمَّدًا عَبْدُهُ وَرَسُولُهُ، وَأَنَّ السَّاعَةَ آتِيَةٌ لاَ رَيْبَ فِيهَا، وَأَنَّ اللهَ يَبْعَثُ مَنْ في القُبُورِ، وَأَوْصَى مَنْ تَرَكَ بَعْدَهُ مِنْ أَهْلِهِ أَنْ يَتَّقُوا اللهَ حَقَّ تُقَاتِهِ، وَأَنْ يُصْلِحُوا ذَاتَ بَيْنِهِمْ، وَيُطِيعُوا اللهَ وَرَسُولَهُ إِنْ كَانُوا مُؤْمِنِينَ، وَأَوْصَاهُمْ بِمَا وَصَّى بِهِ إِبْرَاهِيمُ بَنِيهِ وَيَعْقُوبَ: {يَابَنِيَّ إِنَّ اللَّهَ اصْطَفَى لَكُمُ الدِّينَ فَلَا تَمُوتُنَّ إِلَّا وَأَنْتُمْ مُسْلِمُونَ}. أخرجه البيهقي والدارقطني.

### حكم تبديل الوصية
يجب أن تكون الوصية بالمعروف، فإن قصد الموصي مضارة الوارث حرم عليه ذلك، وهو آثم، ويحرم على الموصى إليه وغيره تبديل الوصية العادلة.
وينبغي لمن علم أن في الوصية جَنَفاً أو إثماً أن ينصح الموصي ويشير عليه بالأحسن والأعدل، وينهاه عن الجور والظلم.
فإن لم يستجب أصلح بين الموصى إليهم؛ ليحصل العدل والتراضي، وبراءة ذمة الميت.
قال الله تعالى: ﴿كُتِبَ عَلَيْكُمْ إِذَا حَضَرَ أَحَدَكُمُ الْمَوْتُ إِنْ تَرَكَ خَيْرًا الْوَصِيَّةُ لِلْوَالِدَيْنِ وَالْأَقْرَبِينَ بِالْمَعْرُوفِ حَقًّا عَلَى الْمُتَّقِينَ ۝١٨٠ فَمَنْ بَدَّلَهُ بَعْدَ مَا سَمِعَهُ فَإِنَّمَا إِثْمُهُ عَلَى الَّذِينَ يُبَدِّلُونَهُ إِنَّ اللَّهَ سَمِيعٌ عَلِيمٌ ۝١٨١ فَمَنْ خَافَ مِنْ مُوصٍ جَنَفًا أَوْ إِثْمًا فَأَصْلَحَ بَيْنَهُمْ فَلَا إِثْمَ عَلَيْهِ إِنَّ اللَّهَ غَفُورٌ رَحِيمٌ ۝١٨٢﴾ [البقرة:180–182].

### حكم الرجوع في الوصية
يجوز للموصي الرجوع في الوصية، ونقضها، وزيادتها، سواء كتبت أم لا، فإذا مات الموصي استقرت.

### مبطلات الوصية
تبطل الوصية بأسباب إما من الموصي كرجوعه عن الوصية، وإما من الموصى له، وهو رد الوصية، أو موته قبل الموصي، أو قتل الموصي، أو جنون الموصي له بالتصرف، وإما من الموصى به، وهو هلاك العين الموصى بها، أو استحقاقها وإما بانتهاء مدة الوصية.

### حكم الوصية للوالدين بأعمال البر
يستحب للمسلم أن يوصي لوالديه، أو أقاربه بحَجَّة أو أضحية ونحوها، وينفذها لهم في حياته؛ لأنه من باب البر والإحسان إليهم بالثواب، لا من باب الوصية التي يُقصد بها التمليك بعد الموت.

## الفرق بين الوصية والهبة
- الوصية: تمليك مضاف إلى ما بعد الموت بطريق التبرع.
- الهبة: تمليك المال لغيره في الحال.[9]

## الفرق بين الوصية والوقف

### الفرق بين الوصية والوقف من حيث التعريف
الوصية: هي الأمر بالتصرف بعد الموت، ومشروعيتها ثابت بالكتاب والسنة والإجماع، الوقف: هو تحبيس الأصل، وتسبيل المنفعة، وهو مشروع بالسنة الثابتة، وإجماع الأمة.

### الفرق بين الوصية والوقف من حيث الملكية والأحكام التكليفية
تكون الوصية ملكاً للمُوصَّى له إذا قبلها بعد موت المُوصي، وأما الوقف فهو تحبيس الأصل، فلا يُباع ولا يوهب، ويأخذ المُوقوف عليه غلته فقط بحسب ما جعل له الواقف.
الوصية تدخلها الأحكام التكليفة الخمسة، أما الوقف فإنه في الأصل مستحب، وقد يكون حراماً ومكروهاً.

### الفرق بين الوصية والوقف من حيث العمل بهما ومقدارهما
الوصية لا يُعمل بها إلا بعد الموت، أما الوقف فيُعمل به حال العزم عليه، ولا حدَّ لكثرته، فلو وقف جميع ماله نفذ، إلا أن يكون في مرض موته المخوف، وأما الوصية فلا تكون إلا من الثلث فأقل، ولغير وارث، وما زاد على ذلك، أو كان لوارث، فلا بد من موافقة الورثة على هذه الوصية.

### الفرق بين الوصية والوقف من حيث اللزوم أو الرجوع
الوصية فإنها تُلزم، ويجوز للمُوصي أن يرجع في جميع ما أوصى به أو بعضه، أما الوقف يُلزِم ولا يجوز الرجوع فيه في قول عامة أهل العلم، لقول الرسول ﷺ لعمر: "إن شئت حبّست أصلها وتصدقت بها.

### الفرق بين الوصية والوقف من حيث إجارة العين وتوريثها
1. المُوصى له بالمنفعة يملك الإجارة والإعارة والسفر بها، وتورث عنه، أما الوقف فإن الموقف عليه لا يملك إجارتها ولا إعارتها ولا تورث عنه.
2. الوصية لا تجوز للورثة، أما الوقف فيجوز عليهم.
3. الوصية تجوز بما لا يقدر على تسليمه، كجمل شارد وطير في الهواء، أما الوقف فليس كذلك.[13]
4. الوصية تتناول تملك العين المُوصَى بها أو منفعتها للمُوصَى له، بينما الوقف يخرج العين الموقوفة عن التمليك لأحد وتخصيص المنفعة للموقوف عليه.[11]

## وصلات خارجية
- نموذج للوصية الشرعية (ملف Word).